# Tribuna Antiimperialista José Martí
La Tribuna Antimperialista José Martí és una plaça ubicada a la capital cubana de l'Havana a prop el Malecón. Va ser construïda per iniciativa del president Fidel Castro (1926-2016) perquè s'hi realitzessin diferents actes com ara concerts i manifestacions del poble cubà, i inicialment les que reclamaven el retorn d'Elián González. A la plaça s'hi troba una estàtua de José Martí.

## Obra
El projecte va ser encarregat a un grup d'enginyers encapçalats per l'enginyera civil Annia Martínez i sota la direcció de l'arquitecte Maikel Menéndez.
L'obra disposa de tecnologia moderna d'àudio i llums, i fou ideada per a activitats amb 10.500 persones assegudes i 3.000 de peu, i fins a 100.000 utilitzant els espais oberts. Té 4 arcs d'acer col·locats de major a menor a partir de l'escenari muntats sobre daus de formigó de 2 metres d'alçada. Compta també amb plaques que recorden grans personalitats com Malcolm X, Martin Luther King, Karl Marx i Che Guevara.
L'obra es va iniciar el 15 de gener del 2000 i la construcció es va fer al parc 4 de juliol davant de Ambaixada dels Estats Units. La inauguració va tenir lloc el 3 d'abril del 2000.

## Galeria

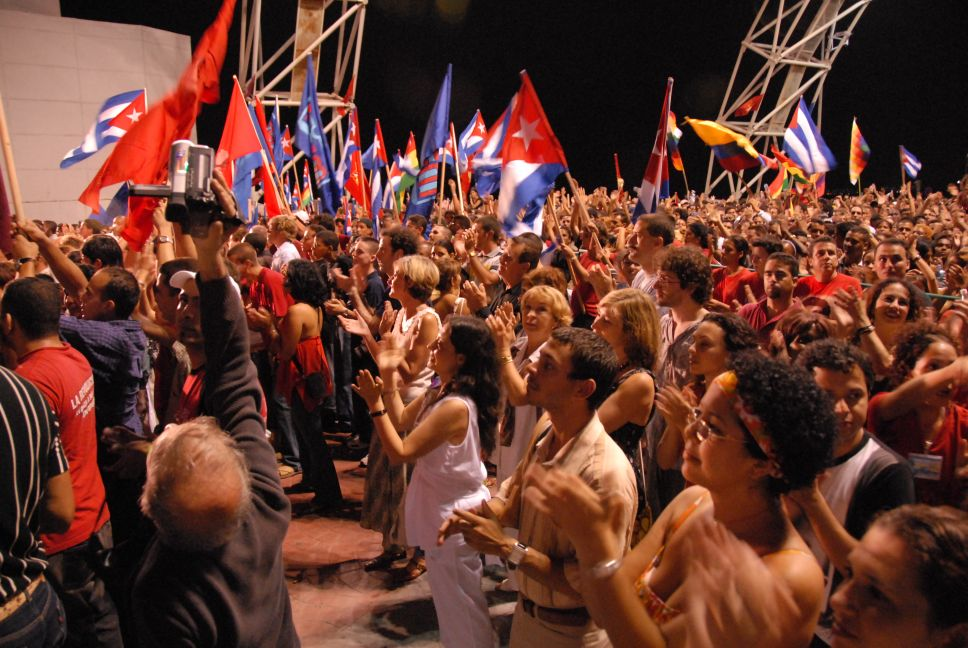
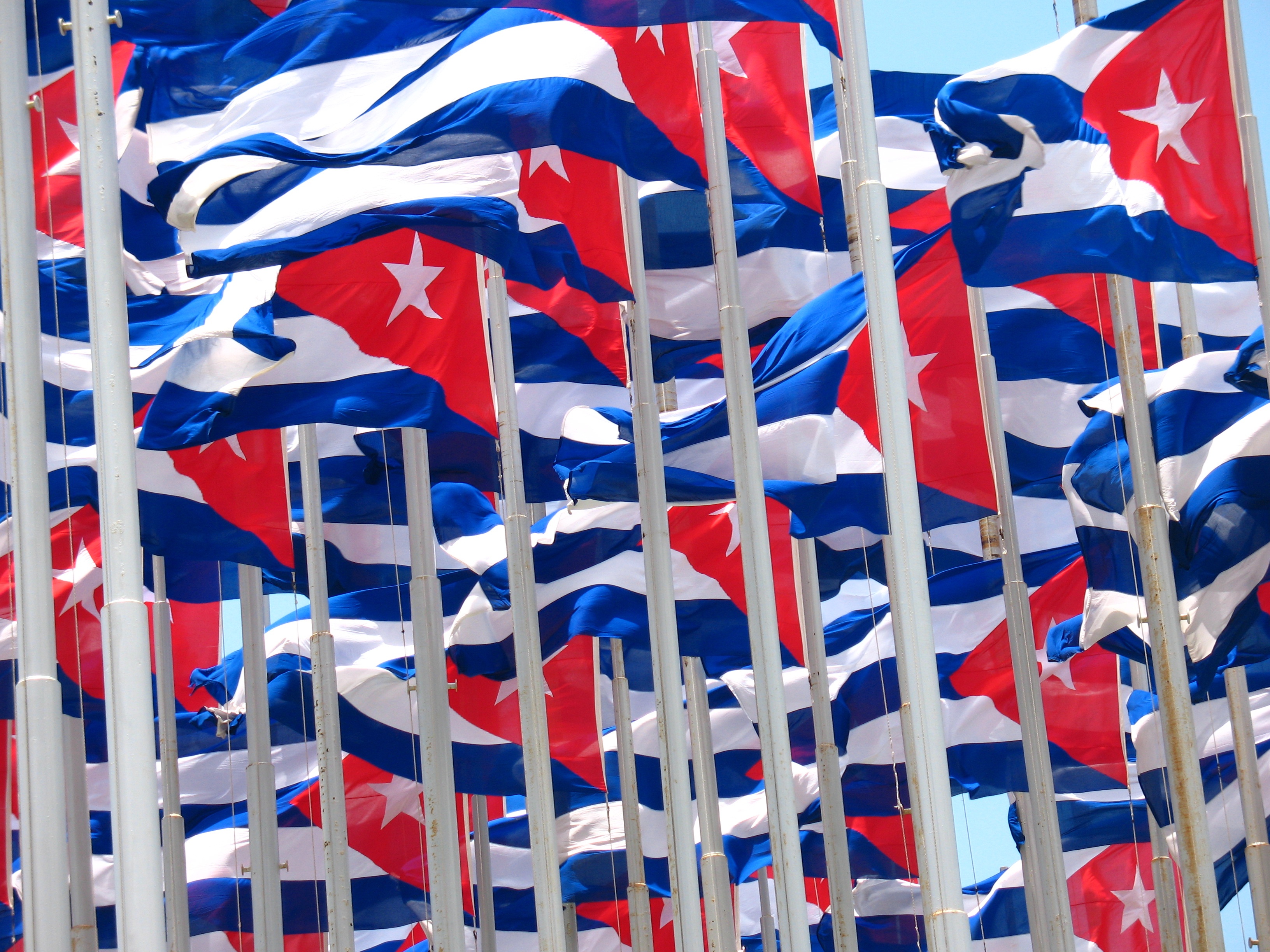
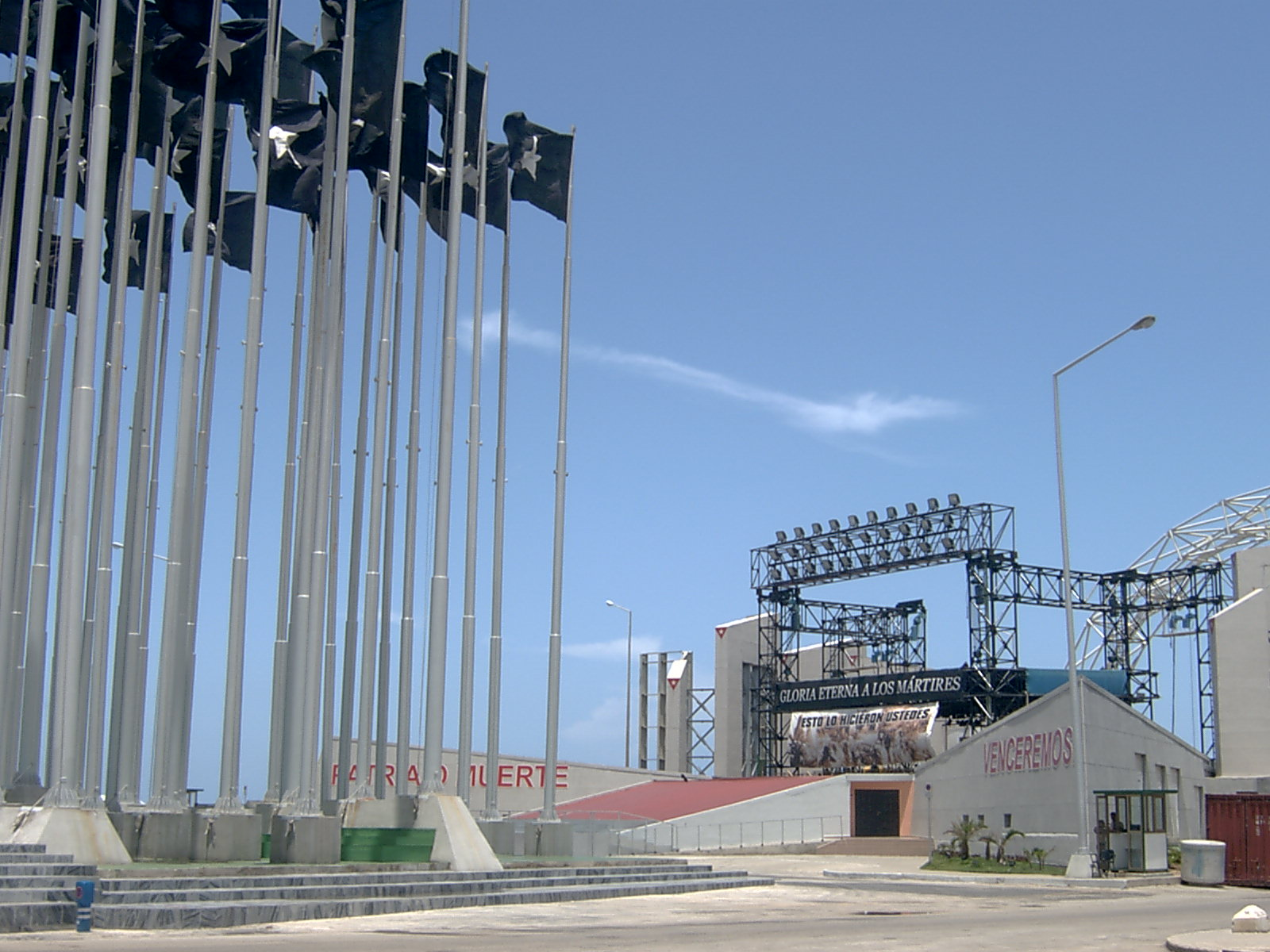
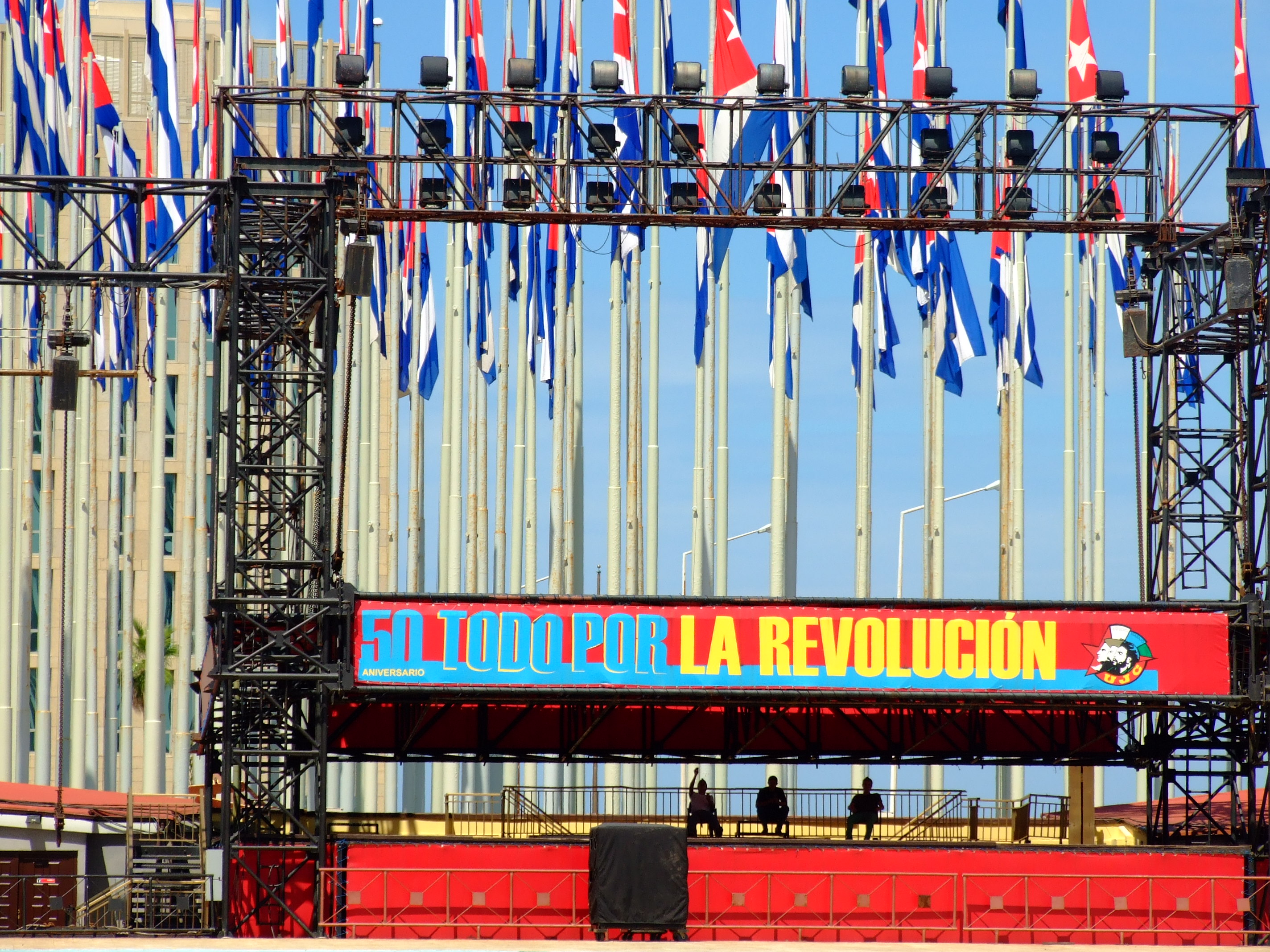